# Maria N’koi
 (décembre 2020).
Maria N’koi, aussi connue sous le nom de Marie aux Léopards,, est une femme congolaise et guérisseuse connue pour avoir lancé une « insurrection thérapeutique » contre la colonisation belge au Congo. Membre du peuple Ekonda, elle a mené un mouvement d'insurrection dans l'Ouest du Congo en 1915. Ce mouvement s'oppose aux contraintes coloniales (taxation, prestations forcées, etc.). Le soulèvement a mis fin à la taxation et à l'économie du copal. Maria N'koi est arrêtée et devient une « releguée » (voir relégation (Congo belge)). Son nom fait référence aux pouvoirs spirituels insaisissables de la mère du Christ et des léopards rusés et inquiétants (n' koi). 
Dans le contexte de la Première Guerre mondiale, elle prédit la défaite des Belges face aux Allemands.
Son petit-fils, Antoine Sonzolo Efoloko, a raconté les pouvoirs de sa grand-mère à l'historienne Nancy Rose Hunt qu'elle relate dans un chapitre de son ouvrage A Nervous State qui est dédié à Maria N'koi : « Un jour, alors qu'elle était très jeune, Maria N'koi est allée travailler dans ses champs et a rencontré un léopard. Lorsque ce prédateur a essayé de la saisir, elle s'est défendue. Ses pattes lui ont griffé la tête et elle s'est évanouie.  Le léopard est mort. Sa blessure est devenue blanche. Jusqu'à sa mort, aucun poil n'a plus jamais poussé à l'endroit des cicatrices. Pour toujours, elle fut connue sous le nom de Marie aux Léopards. »